# رگبار

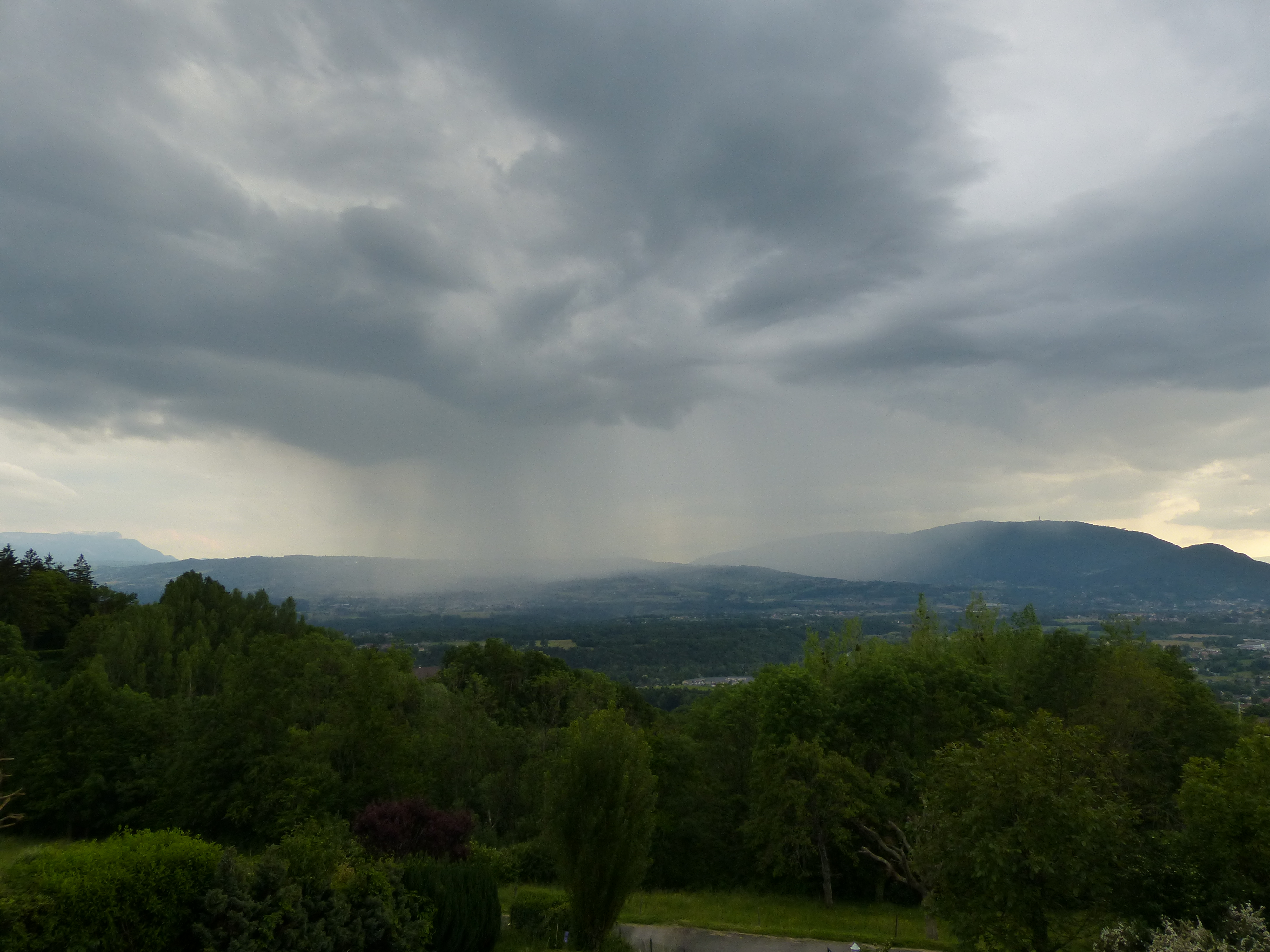
رگبار در Reignier-Esery، اوت-ساووآ، فرانسه.

رگبار (انگلیسی: Shower) حالتی از بارندگی است که با آغاز و پایان ناگهانی و تغییرات سریع در شدت مشخص می‌شود. رگبار اغلب قوی و کوتاه‌مدت بوده و از ابرهای همرفتی مانند ابر کومه‌ای ستبر پدید می‌آید. اگر دما بالاتر از نقطه انجماد در ابر باشد، رگبار باعث ایجاد باران می‌شود و اگر دما کمتر از نقطه انجماد باشد، برف/ باران یخ‌زده/ برف‌دانه یا تگرگ را پدیدمی‌آورد. در گزارش‌های هواشناسی مانند متار، رگبار با SH و انواع بارش‌های رگباری به‌ترتیب با SHRA (رگبار باران)، SHSN (رگبار برف)، SHPL (رگبار باران یخ‌زده)، SHGS (رگبار برف‌دانه) و SHGR (رگبار تگرگ) نشان داده می‌شوند.

## شکل‌گیری

حرکت عمودی بسته هوا با نسبت ترکیب معین منجر به تشکیل ابر همرفتی می‌شود.

پدیده همرفت زمانی روی می‌دهد که سطح زمین، به ویژه در شرایط ناپایدار یا اتمسفر مرطوب، بیشتر از محیط اطراف خود گرم شده و به نوبه خود منجر به تبخیر قابل توجهی می‌شود. بسته هوای صعودکرده در محیط سردتر در ارتفاع سرد می‌شود، اما با توجه به شیب گرمایی بی‌دررو باعث تشکیل ابرها و سپس بارندگی در بالای سطح میعان بالارفته (LCL) می‌شود. بسته به انرژی پتانسیل موجود همرفتی (CAPE)، ابرها از نوع کومه‌ای ناستبر، کومه‌ای نیم‌ستبر و سپس  کومه‌ای ستبر خواهند بود. ابر کومه‌ای نیم‌ستبر باعث بارش کوتاه‌مدت باران، برف یا باران یخ‌زده با شدت‌های متفاوت مانند رگبار می‌شود.
چرخه زندگی این ابرها سریع است، زیرا جریان صعودی شکل‌دهنده آن‌ها، اغلب با ریزش بارندگی قطع می‌شود. علاوه بر این، این ابرها با گردش اتمسفری جریان دارند و زمان کمی را در بالای یک نقطه از زمین می‌گذرانند. این موضوع تفاوت در شدت رگبارها و مدت کوتاه آن‌ها را توضیح می‌دهد. نوع بارندگی به ساختار دما در ابر و زیر آن بستگی دارد:
- در زمستان، زمانی که دمای ابر زیر نقطه انجماد است (۰ درجه سانتیگراد)، دانه‌های برف ایجاد خواهند شد:
  - اگر دما در لایه‌ای عمیق بین ابر و زمین از نقطه انجماد فراتر رود، دانه‌های برف ذوب شده و به قطرات باران تبدیل می‌شوند. اگر لایه به اندازه کافی عمیق نباشد، می‌تواند رگبارهای برف‌دانه‌ای ایجاد کند.[۵]
  - یا اگر دما زیر صفر باقی بماند، بارندگی به صورت رگبارها یا توفان‌های برف باقی می‌ماند.[۶]
- از سوی دیگر، قطره‌های باران ممکن است در یک جریان صعودی قوی در ابرهای همرفتی حتی در دمای زیر صفر در ابر (فراسرمایش) تشکیل شده، و بعداً یخ زده و رگبار باران یخ‌زده را ایجاد کنند.[۷]
- در نهایت، قطرات می‌توانند در فصل‌های دیگر در لایه‌ای بالاتر از دمای انجماد تشکیل شده و با ریزش خود رگبارهای بارانی ایجاد کنند.

### رگبار شدید

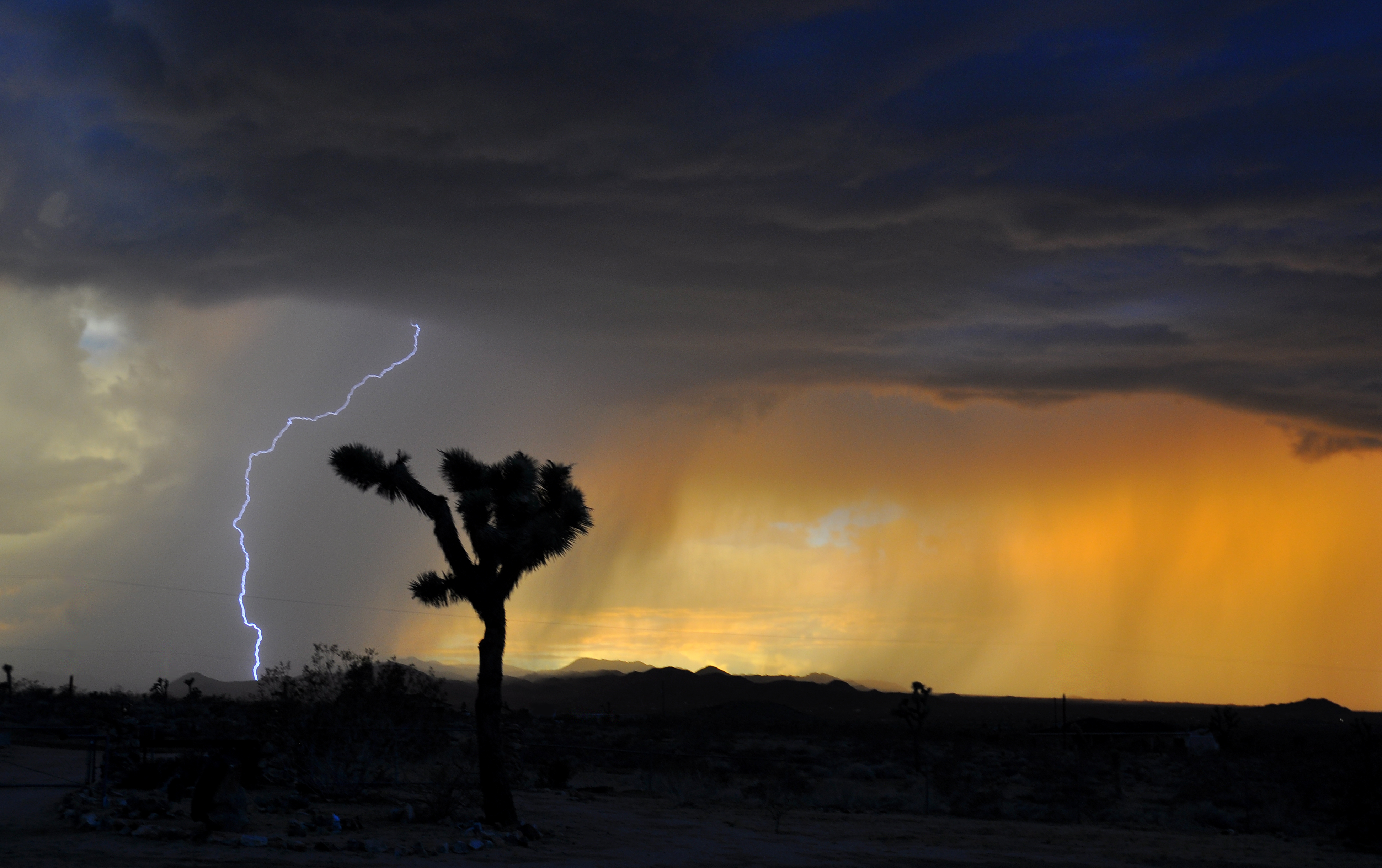
یک توفان الکتریکی شدید ناشی از ابر کومولونیمبوس همرفتی در بالای سطح میعان بالارفته (LCL).

اگر همرفت شدیدتر باشد، منجر به شکل‌گیری ابر کومولونیمبوس می‌شود که امتداد عمودی بسیار بزرگی دارد. این حالت امکان جابه‌جایی بارهای الکتریکی از پایین به بالا را فراهم می‌کند که باعث ایجاد آذرخش و تندر می‌شود؛ بنابراین، رگبارهای مرتبط با این نوع ابرها را رگبار تندری یا توفان تندری می‌نامند. تگرگ و سایر پدیده‌های شدید هواشناسی نیز با این نوع همرفت همراه است.

## سامانه‌های رگباری
رگبارها از ابرهای منفرد و همچنین از گروه‌هایی از ابرها پدید می‌آیند. در عرض‌های جغرافیایی میانی، رگبارها اغلب با جبهه‌های سرد همراه هستند و اغلب در امتداد و پشت این جبهه‌ها یافت می‌شوند. با این حال، در هنگام وجود نواری از ناپایداری متقارن شرطی در یک توده هوای پایدار، رگبارها را می‌توان در بخش‌های بارانی پیوسته نیز یافت. رگبارها همچنین می‌توانند بخشی از پهنه‌های همرفتی بزرگی به نام سامانه همرفتی میان‌مقیاس مانند یک خط تندوَزه باشند.